# NGC 4976
NGC 4976 é uma galáxia elíptica (E4) localizada na direcção da constelação de Centaurus. Possui uma declinação de -49° 30' 21" e uma ascensão recta de 13 horas, 08 minutos e 37,4 segundos.
A galáxia NGC 4976 foi descoberta em 31 de Março de 1835 por John Herschel.